# Idioma maya clásico
El maya clásico (autoglotónimo: chꞌoltiꞌ) o choltí, también llamado cholano, es el más antiguo miembro de la familia lingüística maya históricamente atestiguado. Es el principal idioma documentado en las inscripciones precolombinas de la época clásica de la civilización maya en la región cultural conocida como Mayab, ubicada en la parte oriental de Mesoamérica. También es un descendiente del protomayense (como lo son el huasteco y el yucateco) y el ancestro común de la rama cholana de los idiomas mayas. Descendientes contemporáneos del choltí clásico incluyen el chꞌol y el chꞌortiꞌ. Los hablantes de estos idiomas pueden entender algunas palabras del maya clásico.
El maya clásico es una lengua bastante aglutinante morfológicamente, y la mayoría de las palabras del idioma consisten en múltiples morfemas con muy poca irregularidad. Muestra algunas variaciones regionales y temporales, lo que es completamente normal teniendo en cuenta el extenso período del uso de la lengua. Aun así, los textos dejan claro que se trata de un solo idioma uniforme. Asimismo, el idioma muestra una alineación ergativa en personas, así como sintácticamente en construcciones de enfoque. Si bien las descendientes lenguas cholanas limitan este patrón de alineación ergativa a las oraciones en aspecto completivo, el clásico no muestra evidencia de ergatividad dividida.
Su forma hablada, el choltí, de la región manché, se conoce por una gramática titulada Arte de la lengua choltí, escrita entre los años 1685 y 1695, estudiada por primera vez por Daniel Garrison Brinton. Este idioma se ha vuelto de particular interés para el estudio de glifos mayas por los epigrafistas, ya que la mayoría de los textos glíficos está escrita en la variedad clásica del choltí, el cual se cree que fue hablado como una forma de lengua de prestigio en toda la región maya durante el periodo clásico.

## Clasificación lingüística

El maya clásico podría identificarse como la lengua madre del chꞌol, el chꞌortiꞌ y el chontal de Tabasco (en azul marino).

Hoy en día se cree que los códices antiguos y otros textos clásicos fueron escritos por escribas, generalmente miembros del sacerdocio maya, en una forma literaria del idioma chꞌoltiꞌ. Es posible que la élite maya hablara y escribiera este idioma como lingua franca en toda el área de habla mayense.
En cuanto a los textos de los períodos clásico y posclásico mesoamericanos, hasta la fecha se ha probado que estaban escritos en cuatro lenguas diferentes. Una de ella es el choltí clásico que es el más antiguo documentado, las otras dos serían una lengua cholana occidental, una lengua cholana oriental y textos en una lengua yucatecana (esta última usada especialmente en el Petén y Yucatán).
También hay evidencia de que la escritura maya puede haber sido usada ocasionalmente para escribir lenguas mayas de las tierras altas de Guatemala. Sin embargo, si se escribieron otros idiomas, es muy posible que hayan sido escritos por escribas hablantes de chꞌoltiꞌ y, por lo tanto, tengan elementos chꞌoltiꞌ.

## Historia
Durante el Período Clásico, las ramas principales de la familia mayense siguieron diversificándose en idiomas separados (hacia el 100 d. C. ya existírían cinco ramas claras: protohuasteco, protoyucateco, protochꞌolano, protoqꞌanjobalano, protomameano y protoquicheano). La división entre protoyucateco (en el norte, la Península de Yucatán) y proto-cholano (en el sur, el altiplano de Chiapas y la Cuenca del Petén) ya había ocurrido en el Clásico, cuando se escribieron la mayoría de las inscripciones mayenses existentes. Ambas variantes están atestiguadas en inscripciones jeroglíficas en los sitios mayas de la época. Debido a su nombre, se ha creído popularmente que es la lengua madre de las lenguas mayenses, lo cual es un error; solo las lenguas cholanas se derivan del idioma clásico y no todos los documentos antiguos están escritos en éste, ya que también se han encontrado textos glíficos escritos en maya yucateco.

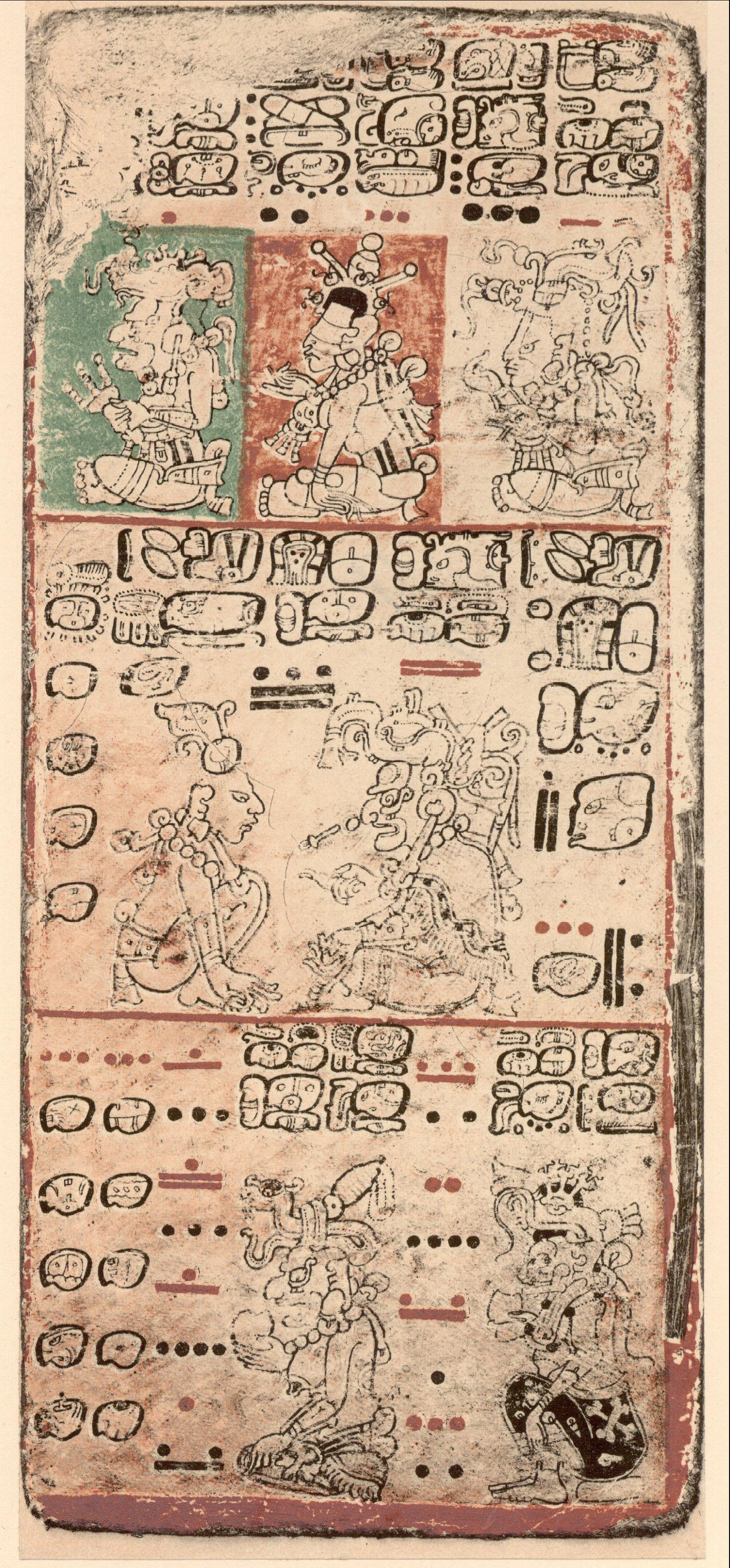
Página 9 del Códice de Dresde.

Aunque un solo fue un idioma de prestigio el que se registró con más frecuencia en los textos jeroglíficos existentes, se ha descubierto evidencia de al menos tres variedades diferentes de maya dentro del corpus jeroglífico: una variedad ch'olana oriental que se encuentra en textos escritos en el área maya del sur y las tierras altas, una variedad chꞌolana occidental difundida desde la región de Usumacinta desde mediados del siglo VII en adelante, y una variedad yucateca encontrada en los textos de la península de Yucatán. La razón por la que sólo se encuentran algunas variedades lingüísticas en los textos glíficos es probablemente que estos sirvieron como dialectos de prestigio en toda la región maya; los textos jeroglíficos se habrían escrito principalmente en el idioma de la élite maya. Durante un tiempo la inscripción más antigua registrada fue la estela 29 de Tikal, datada el 6 de julio de 292 d. C.
Stephen Houston, John Robertson y David Stuart han sugerido que la variedad específica de chꞌolano que se encuentra en la mayoría de los textos glíficos de las tierras bajas del sur era un idioma que llamaron chꞌoltiꞌ clásico, el idioma ancestro de los idiomas chꞌortiꞌ y chꞌoltiꞌ modernos. Proponen que se originó en la cuenca occidental y centro-sur del Petén, y que fue utilizado en las inscripciones y quizás también hablado por élites y sacerdotes. Sin embargo, Mora-Marín ha argumentado que los rasgos compartidos por los mayas de las tierras bajas clásicas y las lenguas chꞌoltianas son retenciones más que innovaciones, y que la diversificación del chꞌolano es de hecho posterior al período clásico. El idioma de las inscripciones clásicas de las tierras bajas habría sido entonces el protocholano.
En el momento del encuentro con los españoles, es casi seguro que el chꞌoltiꞌ se hablaba en el territorio Manché Chꞌol, y posiblemente también en algunos estados vecinos, ya que algunos informes novohispanos destacan la identidad de la lengua de los pueblos toquegua, chol lacandón y acalá con la del pueblo chꞌoltiꞌ. La posterior conquista española del Petén provocaría el desplazamiento de la lengua a finales del siglo XVIII, lo que convertiría al chꞌoltiꞌ en una de las dos únicas lenguas mayenses consideradas extintas en la actualidad.

## Descripción lingüística
Las inscripciones del período clásico se escribieron en diferentes lenguas mayenses, que en esa época no eran ya dialectos de una misma lengua, sino realmente tres lenguas claramente diferenciadas. Estas lenguas pueden ser identificadas como el protoyucateco, el protochol (o choltí clásico) y el prototzeltalano. Hacia el siglo VIII el choltí clásico se diferenció en chortí, chol y chontal modernos.

### Fonología
El sistema de consonantes del maya clásico se puede representar de la siguiente manera:
| CONSONANTES | Labial    | Dental | Alveolar | Palatal | Velar | Glotal |
| ----------- | --------- | ------ | -------- | ------- | ----- | ------ |
| Oclusivas   | p pꞌ b bꞌ | t tꞌ   |          |         | k kꞌ  | ꞌ /ʔ/  |
| Africadas   |           |        | tz tzꞌ   | ch chꞌ  |       |        |
| Fricativas  |           |        | s        | x /ʃ/   | j /x/ | h      |
| Líquida     | l         |        |          |         |       |        |
| Nasales     |           | m      | n        |         |       |        |
| Semivocales | w         |        |          | y /j/   |       |        |

El alfabeto latino en el maya clásico es: a, b, bꞌ, ch, chꞌ, e, h, ꞌ, i, j, k, kꞌ, l, m, n, o, p, pꞌ, s, t, tꞌ, tz, tzꞌ, u, w, x, y. Es el sistema de romanización empleado actualmente por los epigrafistas para transcribir la lengua. No obstante, el primer alfabeto fue desarrollado por fray Francisco Morán en su Vocabulario en lengua choltí, cuya diferencia más notable es la transcripción de /k’/ como ⟨ꜫ⟩ y /t͡ʃ’/ como ⟨ꜫh⟩.
En maya clásico hay cinco vocales: a, e, i, o, u. Las vocales largas se escriben doble: aa, ee, ii, oo, uu. Además, ninguna palabra comienza por vocal; estas en realidad empiezan siempre por una parada glotal /ʔ/. Debido a esto, a menudo se suele omitir la letra ꞌ inicial para facilitar la transcripción y la estructuración alfabética.
El proceso fonológico más extendido atestiguado en los glifos mayas es la eliminación de las vocales subyacentes en una palabra trisilábica. Cuando una secuencia de la forma CVCVCVC aparece como una sola palabra, la segunda vocal (el núcleo de la segunda sílaba) se elide para formar dos sílabas CVC. Ejemplos: CHUM(mu)-la-ja 'él se sienta' se transcribe chumlaj. AJAW-le-le 'señorío' se transcribe ajawlel. Tu-ꞌu-BꞋAAH 'en sí mismo' se transcribe tuꞌbꞌaah. Sa-ku-WINIK-ki 'hermano mayor' se transcribe saku(n) winik.

### Gramática

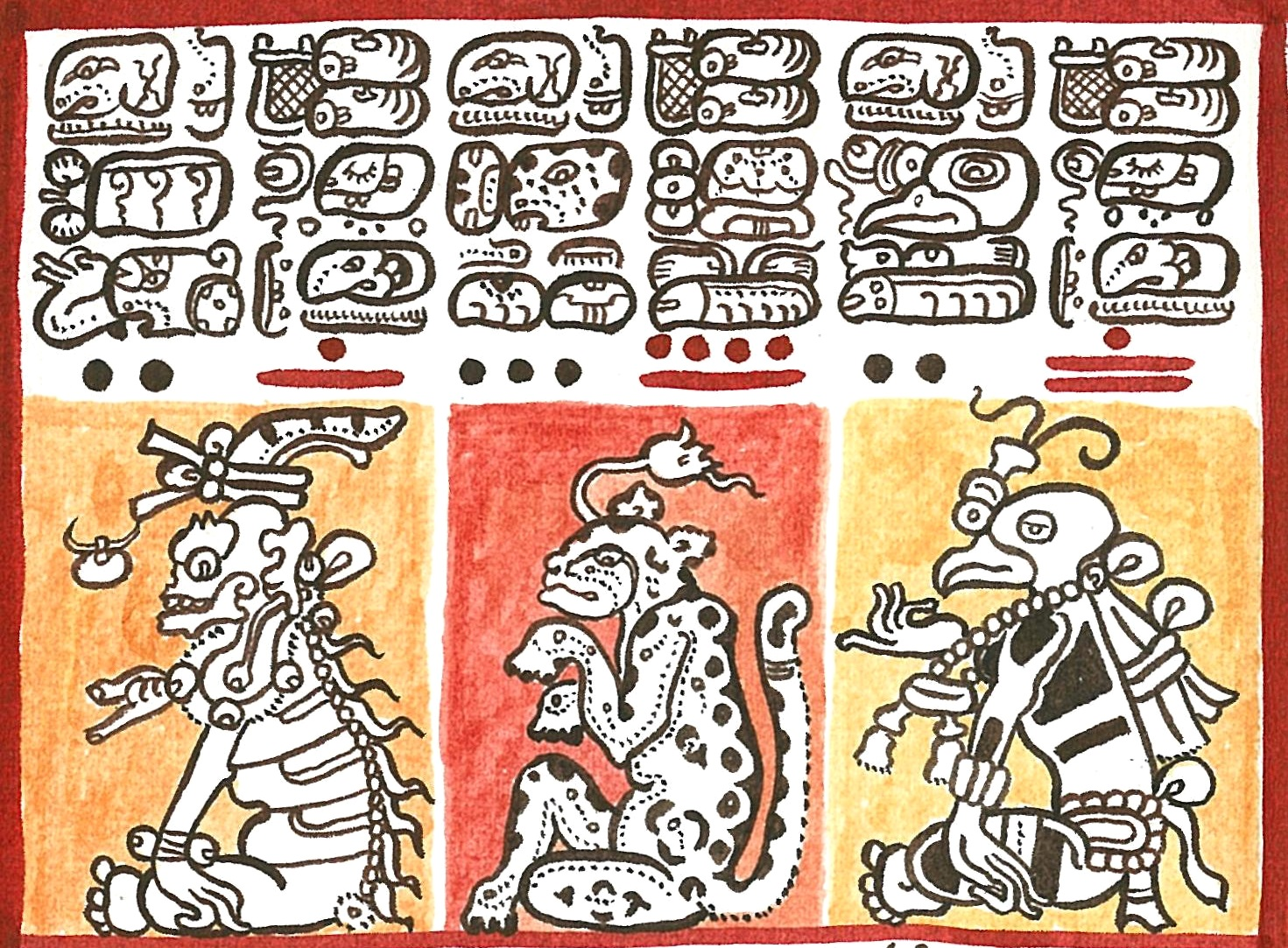
Detalle del Códice de Dresde (reproducción moderna)

En su tipología básica el maya clásico es verbo-sujeto-objeto y ergativo, al igual que los demás idiomas mayas. Siendo polisintético, utiliza tanto el prefijo como el sufijo para mostrar la función gramatical. Los sustantivos no se flexionan por caso o género. Existe también una clase completa de intransitivos que transmiten la posición espacial del objeto.
El sufijo marcador enclítico del plural principal es el opcional oobꞌ, este también aparece en el pronombre personal de la tercera persona del plural (haꞌob). Otro marcador enclítico, taak, sirve para indicar multiplicidad. Ejemplo: chanteꞌ chꞌoktaak 'los cuatro jóvenes'. Además, el idioma emplea palabras contables al cuantificar los sustantivos, y utiliza un sistema de numeración vigesimal.

#### Numerales
Lingüistas y epigrafistas todavía debaten la lectura precisa de los numerales del maya clásico. Los números superiores a 20 se registran en las inscripciones mayas clásicas, como parte de la llamada "serie lunar", por ejemplo, al describir la cantidad de días que tiene un "mes lunar" específicamente (por ejemplo, 20 + 9; 20 + 10) o el recuento u orden de dinastías a contar.
Lista de numerales: mih (0), jun (1), chaꞌ / kaꞌ (2), ox / ux (3), chan / kan (4), hoꞌ (5), wak (6), huk / wuk (7), waxak (8), balun / bolon (9), lajun (10), buluch / buluj (11), laj chaꞌ / laj kaꞌ (12), ox lajun / ux lajun (13), chan lajun / kan lajun (14), hoꞌ lajun (15), wak lajun (16), huk lajun / wuk lajun (17), waxak lajun (18), balun lajun / bolon lajun (19), winak (20).

#### Verbos e inflexiones verbales
Los verbos no se conjugan según el tiempo, sino que son alterados semánticamente por una serie de partículas de aspecto. Se han atestiguado muchas raíces verbales del maya clásico. Algunas de estas son: akꞌ- 'dar', al- 'hablar', chaꞌ- 'hacer', tzꞌib- 'escribir, pintar', chꞌab- / kobꞌ- 'crear', chꞌam- 'recibir', hul- 'llegar', pok- 'lavar', chum- 'sentarse', jel- 'cambiar', il- 'ver', kꞌat- 'querer', och- 'entrar, dar de comer', pitz- 'jugar a la pelota', way- 'dormir, transformar', kꞌay- 'cantar', tal- 'venir', nak- 'conquistar', pas- 'abrir', pay- 'guiar', tzutz- 'terminar'. Ejemplos de verbos en oraciones: awinakeen (soy tu sirviente), hulioobꞌ (ellos llegan), uchꞌamawoobꞌ (él los recibe), lokꞌoyi (él se va).
A pesar de depender de consonantes que con frecuencia no se escribían, el sistema de voz maya era indicado de manera confiable. Por ejemplo, el paradigma para un verbo transitivo con raíz CVC es el siguiente:
| Voz         | Transliteración | Transcripción | Traducción           |
| ----------- | --------------- | ------------- | -------------------- |
| Activo      | u-tzutz-wa      | utzutzuꞌw     | "él/ella lo terminó" |
| Pasivo      | tzutz-tza-ja    | tzu⟨h⟩tzaj    | "fue terminado"      |
| Mediopasivo | tzutz-yi        | tzutzuuy      | "se terminó"         |
| Antipasivo  | tzutz-wi        | tzutzuuw      | "él/ella terminó"    |
| Participio  | tzutz-li        | tzutzuul      | "terminado"          |

El sufijo activo no participaba en el sistema armónico/disarmónico visible en las raíces, sino que siempre era -wa.
Sin embargo, el idioma cambió a lo largo de 1500 años, y también hubo diferencias dialectales, que se reflejan en la escritura, como se ve a continuación para el verbo "él/ella se sentó" (⟨h⟩ es un infijo en la raíz chum para la voz pasiva):
| Período                              | Transliteración | Transcripción |
| ------------------------------------ | --------------- | ------------- |
| Preclásico tardío                    | chum?           | chu⟨h⟩m?      |
| Clásico temprano                     | chum-ja         | chu⟨h⟩maj     |
| Clásico (Chꞌolano oriental)          | chum-mu-la-ja   | chumlaj       |
| Clásico tardío (Chꞌolano occidental) | chum-mu-wa-ni   | chumwaan      |

#### Sustantivos
A diferencia de los verbos y los posicionales, la mayoría de los sustantivos no requieren derivación morfológica. Para estas palabras, el morfema utilizado para derivar formas no poseídas es el sufijo -Vl, aunque la vocal para estas puede variar de una palabra a otra, y algunas palabras toman un sufijo -is o -aas. Ejemplos: uchꞌahbꞌ 'su penitencia' > chꞌahbꞌil 'penitencia', yohl 'su corazón' > ohlis 'corazón'.
Por otra parte, otros sustantivos generalmente no se poseen y requieren derivación cuando son poseídos, normalmente con el sufijo abstracto -V(V)l. Este se escribe con el signo silábico -li, pero puede tener dos alomorfos que están condicionados fonológicamente en su mayoría, -il para las raíces CVC y -aal para las raíces no CVC. Las excepciones a esto parecen estar determinadas léxicamente. Ejemplo: lakamtuun 'estela' > u lakamtuunil 'su estela'.

#### Pronombres
Los pronombres personales atestiguados en forma de prefijo son in- (1ª p. sing.), u- (3ª p. sing. preconsonántica) e y- (3ª p. sing. prevocálica). Los morfemas pronominales posesivos son ni- (1ª p. sing. preconsonántica), w- (1ª p. sing. prevocálica), a- (2ª p. sing. preconsonántica), aw- (2ª p. sing. prevocálica), u- (3ª p. preconsonántica), y- (3ª p. sing. y pl. prevocálica), ka- (1ª p. pl. preconsonántica), k- (1ª p. pl. prevocálica), i- (2ª p. pl. prevocálica) e *iiw- (2ª p. pl. prevocálica).
Los sufijos pronominales son -en (1ª p. sing.), -at (2ª p. sing.), -Ø (3ª p. sing. y pl.), -oꞌn (1ª p. pl.) y *-eex (2ª p. pl.). Los pronombres independientes atestiguados son haꞌat (2ª p. sing.), haꞌ, hin y haꞌi[n] (3ª p. sing.) y haꞌob (3ª p. pl.).

## Escritura
El maya clásico es la principal lengua documentada del sistema de escritura utilizado por los mayas precolombinos, y está especialmente representada en las inscripciones glíficas de las regiones de tierras bajas del periodo de c. 200-900 d. C. La escritura maya tiene algunas similitudes de función (pero no está relacionado con) otros sistemas de escritura logosilábica como la cuneiforme sumerio-acadia, en los cuales se utiliza una combinación de signos logográficos y silábicos (grafemas). El corpus de grafemas de la escritura se compone de un núcleo de signos silábicos que reflejan la fonología de la lengua maya clásica hablada en la región en ese periodo, que se combinaron o complementaron con un mayor número de logógrafos.
La escritura maya es una escritura no genéticamente relacionada con ninguna otra. Las expresiones del maya clásico pudieron escribirse en una variedad de formas, ya sea como logogramas, ideogramas con complementos fonéticos, logogramas con sílabas, o utilizando una combinación puramente silábica. Por ejemplo, en un patrón común muchas raíces de verbos y sustantivos se dan por logógrafos, mientras que sus afijos gramaticales fueron escritos de forma silábica, al igual que en la escritura del japonés moderno.

## Literatura
La literatura maya se encuentra entre las más antiguas del mundo, y abarca dos milenios desde la antigüedad precolombina hasta la actualidad. Los mayas solían dibujar y escribir en superficies que no estaban destinadas a ser un medio de expresión gráfica. Las obras conservadas de este tipo más abundantes se encuentran dentro de salas de edificios cuyos techos y muros se mantienen. Los pisos, las paredes, las bóvedas de las habitaciones, entre otras cosas, suelen estar intactos, aunque con escritos en ellos. El único lugar en el que se ha realizado un gran esfuerzo para documentar escritos en superficies es Tikal, en Guatemala.
Del período de la literatura maya clásica, el cual duró desde el 400 a. C. hasta el siglo XIII, los textos que han sobrevivido hasta la actualidad fueron pintados o tallados en piedras, huesos, madera resistente, cerámica, conchas o estucos. Es posible que también se haya escrito mucho más en papel, pero lo poco que ha llegado hasta hoy es ilegible. En lugares que datan del Período Clásico, se han encontrado restos de libros en tumbas, los cuales habrían sido colocados en cofres o al lado de las cabezas de sus dueños fallecidos. Los únicos cuatro libros aún legibles que han llegado hasta hoy datan de épocas más recientes.

## Frases de ejemplo
I chi naꞌik utimjeel a(w)ohl.
'Entonces, que se produzca el agrado de tu corazón'.
Ux pataj utuunil uwaybꞌil.
'Tres veces son construidos sus santuarios'.
Tzutzuy ubꞌulukwinikhaabꞌ ukabꞌjiiy Kꞌinich Janahbꞌ Pakal.
'El undécimo katún se termina bajo la autoridad de Kꞌinich Janahbꞌ Pakal'.
Uchokow chꞌaaj Kꞌawiil Chan Kꞌinich.
'Kꞌawiil Chan Kꞌinich arroja incienso'.
Nahbꞌaj uchꞌichꞌel witzaj ujolil.
'Sus charcos de sangre y sus cráneos se amontonan'.
Tali wiinteꞌnaah Kꞌinich Yax Kꞌukꞌ Moꞌ.
'Kꞌinich Yax Kꞌukꞌ Moꞌ viene de la casa'.